# Johann Jakob Rüeger
Johann Jakob Rüeger (* 15. Juli 1548 in Schaffhausen; † 19. August 1606 ebenda) war Pfarrer und Chronist von Schaffhausen.

## Leben
Johann Jakob Rüeger wurde als Sohn des Münster Pfarrers von Schaffhausen geboren. Dort besuchte er die Lateinschule. Daraufhin ging er ins Gymnasium nach Strassburg und später nach Zürich, wo er Theologie studierte. 1570 wurde Rüeger, durch die Vermittlung von Heinrich Bullinger nach Schwanden berufen. Dort machte er Bekanntschaft mit Aegidius Tschudi. 1575 wurde Rüeger als Frühprediger vom Münster Schaffhausen angestellt. Daneben war er Pfarrer in Buch, Hemmental und Büsingen. Ab 1577 war er Diakon, und ab 1600 Hauptpfarrer am Münster. Von 1592 bis zu seinem Tod war er Mitglied des Scholarchenrates. Von 1596 bis 1599 registrierte er im Auftrag der Stadt Schaffhausen die Archivbestände des Klosters Allerheiligen. Am 19. August 1606 starb Johann Jakob Rüeger.
Rüeger war ein vielseitig interessierter Mensch. So befasste er sich neben der Theologie auch mit Numismatik, Astronomie und Mathematik. Zudem war er ein eifriger Sammler historischer Gegenstände und Münzen. In finanzielle Bedrängnis geraten, musste er jedoch seine Münzsammlung 1600 verkaufen. Rüeger unterhielt einen umfangreichen Briefwechsel mit zahlreichen Gelehrten und Forschern, auch mit Katholiken, in der Schweiz und in Süddeutschland, unter anderen mit Basilius Amerbach, Franz Guillimann, Johann Jakob von Staal, Johann Georg von Werdenstein (1542–1608), Johann Wilhelm Stucki (1542–1607), Junker Hans von Schellenberg (1552–1609) auf Schloss Randegg, dem Augsburger Adolf Occo  (1524–1606), Oswald Gabelkover, Marquard Freher und dem Augsburger Verleger und Büchersammler Markus Welser.

## Werke
Obschon Rüeger als Prediger und in der praktischen Tätigkeit, so durch seine Bestrebungen um die Hebung des Schulwesens im Scholarchenrat und durch seine Bemühungen für den Kirchengesang, allgemeine Achtung genoss, sind es seine Werke, die ihn bis heute in Erinnerung halten. Er verfasste Monografien über die alten Schaffhauser Geschlechter Fulach und Im Thurn, mit Hans Im Thurn-Stokar verband ihn eine Freundschaft. Nach Abschluss dieser Arbeit widmete er sich in alphabetischer Reihenfolge den übrigen adligen Geschlechtern, wobei es ihm nicht nur um deren Nennung und Geschichte, sondern auch um deren politische Bedeutung und Einfluss ging.
1595 erschien mit der Synopsis Historica eine weltgeschichtliche Übersicht.
Rüegers wichtigstes Werk war eine, in eine Reichs- und Schweizergeschichte eingebaute, historisch-topografische Beschreibung der Stadt und Landschaft Schaffhausen, dem Klettgau und dem Reiat. Das heute als Rüegersche Chronik bekannte Werk gilt bis in die jetzige Zeit als wichtige Quelle für historische Forschungen im Raum Schaffhausen. Auf die Nachricht, dass der Literarische Verein zu Stuttgart die Chronik des Johann Jakob Rüeger herausgeben wollte, fertigte Carl August Bächtold eine Abschrift der Chronik an. Eine eigens gegründete Kommission des Historischen Vereins Schaffhausen beschloss dann am 9. Juli 1878 die Herausgabe der Rüegerschen Chronik, die dann ab 1892 in drei Teilen (in zwei Bänden) erschien. Mitarbeiter dabei waren zumeist die Mitglieder des Historischen Vereins, unter anderen auch Johann Heinrich Bäschlin (1840–1923) und Albert im Thurn.

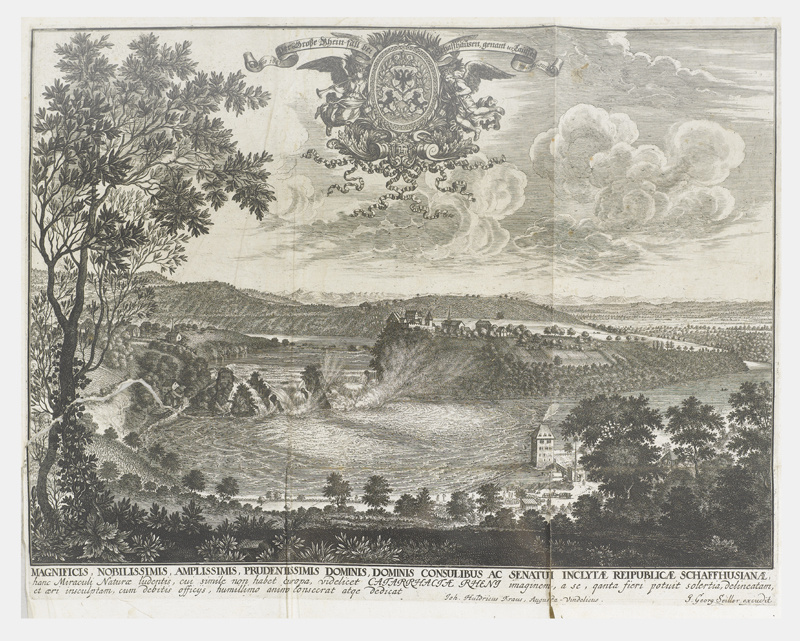
Der Rheinfall, Kupferstich von Johann Georg Seiller aus: Johann Jakob Rüeger, Beschreibung der Stadt Schafhausen …

## Veröffentlichungen
- Chronik von Stadt und Landschaft Schaffhausen. Hrsg. vom Historisch-antiquarischen Verein des Kantons Schaffhausen. 3 Bände. Schoch, Schaffhausen 1884–1910 (Digitalisate von Bd. 1, Bd. 2 und Bd. 3 auf E-rara). (Original der Chronik um 1600).